# Ladislaus Bus-Fekete
Ladislaus Bus-Fekete, auch László Bús-Fekete oder Leslie Bush-Fekete (* 29. Januar 1896 in Kecskemét, Österreich-Ungarn; † 25. Juli 1971 in Los Angeles, Vereinigte Staaten) war ein ungarisch-amerikanischer Bühnen- und Filmautor.

## Leben und Werk
Ladislaus Bus-Fekete arbeitete zunächst als Kritiker bei der ungarischen Theaterzeitschrift Színházi Élet. Musikhistorisch interessant ist seine dort 1917 erschienene Kritik über die einzige (verschollene) Oper des Operettenkomponisten Paul Abraham (Etelkas Herz). Später arbeitete er als Journalist auch in Wien und berichtete unter anderem über die Olympischen Spiele 1936.
Bus-Fekete feierte in den 1920er-Jahren und auch noch Anfang der 1930er-Jahre Erfolge als Autor von Theaterkomödien in Budapest, Wien und Berlin. Sein Bühnenstück Geburtstag. Ein Lebensbild in sechs Kapiteln wurde später von Ernst Lubitsch unter dem Namen Heaven Can Wait (dt.: Ein himmlischer Sünder) in Hollywood verfilmt.  Nach seinem Stück Jean wurden jeweils unter seiner Mitarbeit ein Hollywood-Film (The Baroness and the Butler) sowie zwei Fernsehproduktionen unter dem Namen Jean (1957 und 1965) gedreht. Ladislaus Bus-Fekete war mit der Theater- und Romanautorin Maria Fagyas verheiratet und arbeitete bei vielen Produktionen mit ihr zusammen.
Etwa 1937 übersiedelte das Ehepaar in die Vereinigten Staaten, wo Bus-Fekete vornehmlich unter dem Namen Leslie Bush-Fekete erfolgreich als Drehbuchschreiber wirkte. Von ihm stammten unzählige Storylines und Drehbücher zu Hollywood-Produktionen, so unter anderem zu Ein himmlischer Sünder von Ernst Lubitsch, Reunion in France von Jules Dassin (mit Joan Crawford und John Wayne) sowie Ein Frauenherz vergißt nie (Lydia) von Julien Duvivier (mit Merle Oberon und Joseph Cotten). Nach dem Krieg schrieb Fekete auch zahlreiche Drehbücher zu Fernsehfilmen. Zusammen mit Mária Helena Fagyas richtete er unter dem Namen L. Bush-Fekete die Romane Der veruntreute Himmel und Der Abituriententag von Franz Werfel für die Bühne ein. Durch die drei Wirkungskreise seiner Arbeit (Ungarn, deutschsprachiger Raum und USA) variierte Bus-Fekete seine Vor- und Nachnamen vielfach. So zeichnete er seine Werke je nach Anlass folgendermaßen: Ladislas Bus-Fekete, Ladislaus Bus-Fekete, Laszlo Bus-Fekete, Leslie Bush-Fekete, L. Bush-Fekete, Ladislaus Bush-Fekete, László Bús-Fekete, Bús Fekete László und Bús-Fekete László.

## Filmografie (Auswahl)
- 1932: Du haut en bas (nach dem eigenen gleichnamigen Stück, als Ladislas Bus-Fekete)
- 1934: Die Töchter ihrer Exzellenz (nach seinem Stück: Die kleine Trafik, auch bekannt unter Die Trafik Ihrer Exzellenz, als Ladislas Bus-Fekete)
- 1936: Ladies in Love (nach seinem Stück Liebe – nicht genügend, als Ladislaus Bus-Fekete)
- 1938: The Baroness and the Butler (nach seinem Stück Jean, als Ladislaus Bus-Fekete)
- 1941: Ein Frauenherz vergißt nie (orig.: Lydia, nach der Story Un Carnet de Bal, als Leslie Bush-Fekete)
- 1941: Sprechstunde für Liebe (orig.: Appointment for Love, nach der Story Heartbeat, als Leslie Bush-Fekete
- 1942: Reunion in France (Story, als Ladislas Bus-Fekete)
- 1943: Ein himmlischer Sünder (orig.: Heaven Can Wait, auch bekannt unter Der Geburtstag und Memoiren eines Lebemanns, nach dem Stück Geburtstag, als Laszlo Bus-Fekete)
- 1948: Casbah – Verbotene Gassen (orig.: Casbah, auch bekannt unter Die Frauengasse von Algier, Drehbuch als L. Bush-Fekete)
- 1950: Mordsache – Liebe (orig.: Perfect Strangers), nach einem eigenen Stück, als L. Bush-Fekete)
- 1953: The Girl Next Door (Story, als Leslie Bush-Fekete)
- 1957: Jean (Fernsehspiel, als Ladislaus Bush Fekete)
- 1960: Hexenschuss (Fernsehspiel, als Ladislaus Bush-Fekete)
- 1960: Pepe – Was kann die Welt schon kosten (orig.: Pepe, nach dem Stück Broadway-Zauber, bzw. Broadway Magic, als Leslie Bush-Fekete)
- 1961: Wer die Wahl hat (Fernsehfilm, Drehbuch Las Leslie Bush-Fekete)
- 1965: Immer und noch ein Tag (Fernsehfilm, Drehbuch als Ladislaus Bush-Fekete)
- 1965: Jean (Fernsehfilm, Drehbuch, als Leslie Bush-Fekete)

## Theaterstücke (Auswahl)
- 1929: Juliska. Volksstück mit Gesang in 3 Akten. Budapest : Revesz  (orig.: Pista néni)
- 1933: Das Geld ist nicht alles. Lustspiel in 2 Teilen. Maschinenschriftlich. Wien, Berlin : Marton  (orig.: Penz nem minden)
- 1933: Die kleine Trafik (auch bekannt als Die Trafik seiner Exzellenz). Als Manuskript gedruckt.  Wien, Berlin : Marton  (orig.: Penz nem minden)
- 1934: „Der Stern der Manege“ : eine Geschichte aus dem Zirkus. Deutsch von Beda und Hugo Wiener. Musik von Michael Eisemann und Karl Komjati. Wien : Gyimes
- 1934: Mehr als Liebe (orig.: Több mint szerelem)
- 1935: Geburtstag. Ein Lebensbild in 6 Kapiteln
- 1937: Jean. Lustspiel in 3 Akten
- 1946: Der veruntreute Himmel (zus. mit Mária Helena Fagyas – nach dem Roman von Franz Werfel)
- 1953: Suszy oder Suszanne? : Lustspiel in 3 Akten (zus. mit  Mary Bus-Fekete, auch: Hexenschuß). Übers. u. bearb. v. Joseph Glücksmann. Bühnen-Ms. (orig.: Lot's Wife)
- 1960: Der Abituriententag (zus. mit Mária Helena Fagyas – nach dem Roman von Franz Werfel)
- um 1960: Adams Garten zus. mit Marie Helen Fay. Maschinenschriftlich. Wien : Theater in d. Josefstadt (Österr. Bühnenverl. Kaiser)

## Roman
- 1937: Liebe – nicht genügend. Übertr. v. Lola Plesz. Leipzig ; Wien : Tal  (orig.: Szerelemböl elégtelen)